# Stato da Màr
Stato da Màr ou Domini da Màr ("Estado/Domínio do Mar") eram as possessões ultramarinas da República de Veneza, incluindo a Ístria, Dalmácia, Negroponte, a Moreia (o "Reino da Moreia"), as ilhas do Egeu do Ducado do Arquipélago, as ilhas de Creta ("Reino de Cândia") e o Reino de Chipre. Foi uma das três subdivisões de Veneza, sendo as outras duas o Dogado, que era a própria cidade de Veneza, e os Domini di Terraferma, no norte da Itália.
A fundação do império ultramarino veneziano se deu por volta do ano 1000 com a conquista da Dalmácia e alcançou o apogeu ao final da Quarta Cruzada, com a aquisição de três oitavos do Império Bizantino. Posteriormente, sob uma crescente pressão do Império Otomano, muitos territórios se perderam ou foram reorganizados até que, quando a República de Veneza caiu em 1797, apenas a Ístria, Dalmácia, Corfu e as ilhas jônicas venezianas restavam.